# Prater

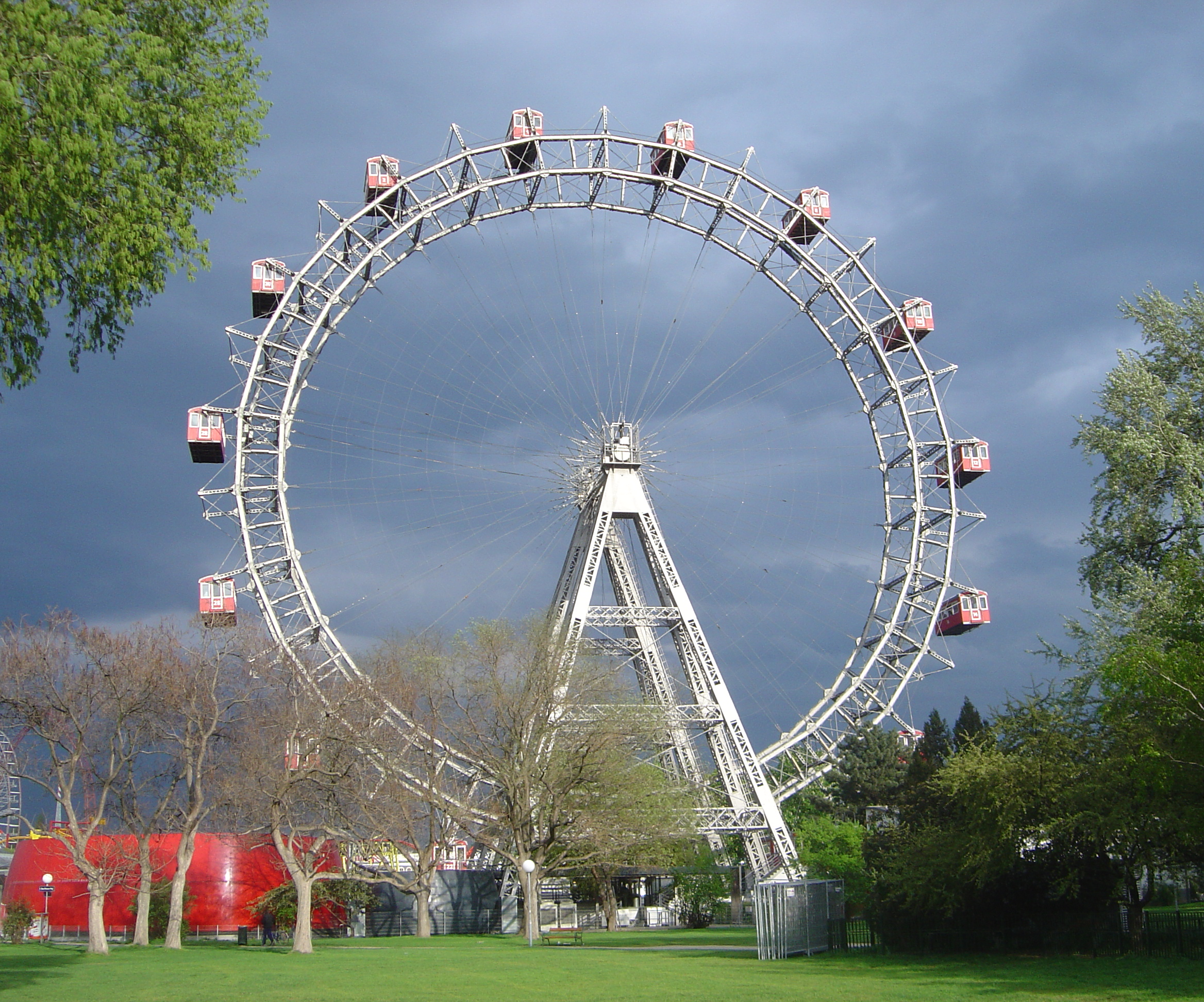
Reuzenrad in het Prater

Het Wiener Prater is een groot park in Wenen, gelegen in het tweede district (Leopoldstadt), ten oosten van het stadscentrum. Met "Prater" wordt ook vaak verwezen naar een deel van het Prater dat ingericht is als attractiepark; dit deel wordt Wurstelprater of Volksprater genoemd. Anno 2023 zijn hier 14 achtbanen gelegen en in sommige lentes en zomer staat er ook nog de Olympia Looping. 2023 was de editie van de Olympia Looping in het Wurstelprater. De bekendste attractie is het reuzenrad (Riesenrad) uit 1897. Het Wurstelprater beslaat slechts een klein deel van de totale oppervlakte van het Prater, wat ongeveer 6 km² bedraagt.
Het Prater was oorspronkelijk een keizerlijk jachtgebied. In 1766 stelde Keizer Jozef II het gebied open voor het publiek. In 1873 werd er de Wereldtentoonstelling georganiseerd. Tot 1920 werd er gejaagd in het Prater. In het oorspronkelijke Prater zijn in de loop der tijd ook een industriegebied, het Ernst Happelstadion en verschillende andere sportfaciliteiten verrezen. Ook de aanleg van de Südosttangente, een autoweg, heeft het gebied verkleind.
Door het park loopt een 4,5 kilometer lange weg, de Hauptallee, omzoomd met kastanjebomen. Deze loopt van Praterstern naar het Lusthaus uit 1781-1783. In het Prater liggen verder een planetarium met tot eind mei 2023 in datzelfde gebouw een museum over het park: het Pratermuseum. In 2024 wordt dit museum verplaatst naar een nieuw duurzaam gebouwd gebouw in het midden van het Wurstelprater.
Opmerkelijk is de republiek Kugelmugel, een door de kunstenaar Edwin Lipburger opgerichte dwergstaat in een bolvormig huis. Sinds 1928 rijdt er een parktrein door een deel van het terrein, Liliputbahn genoemd. Er rijden diesellocomotieven, maar ook de originele stoomlocomotieven.
In het noorden, naast het oude reuzenrad, bevindt zich een locatie van Madame Tussaud.